# Kelly Curtis

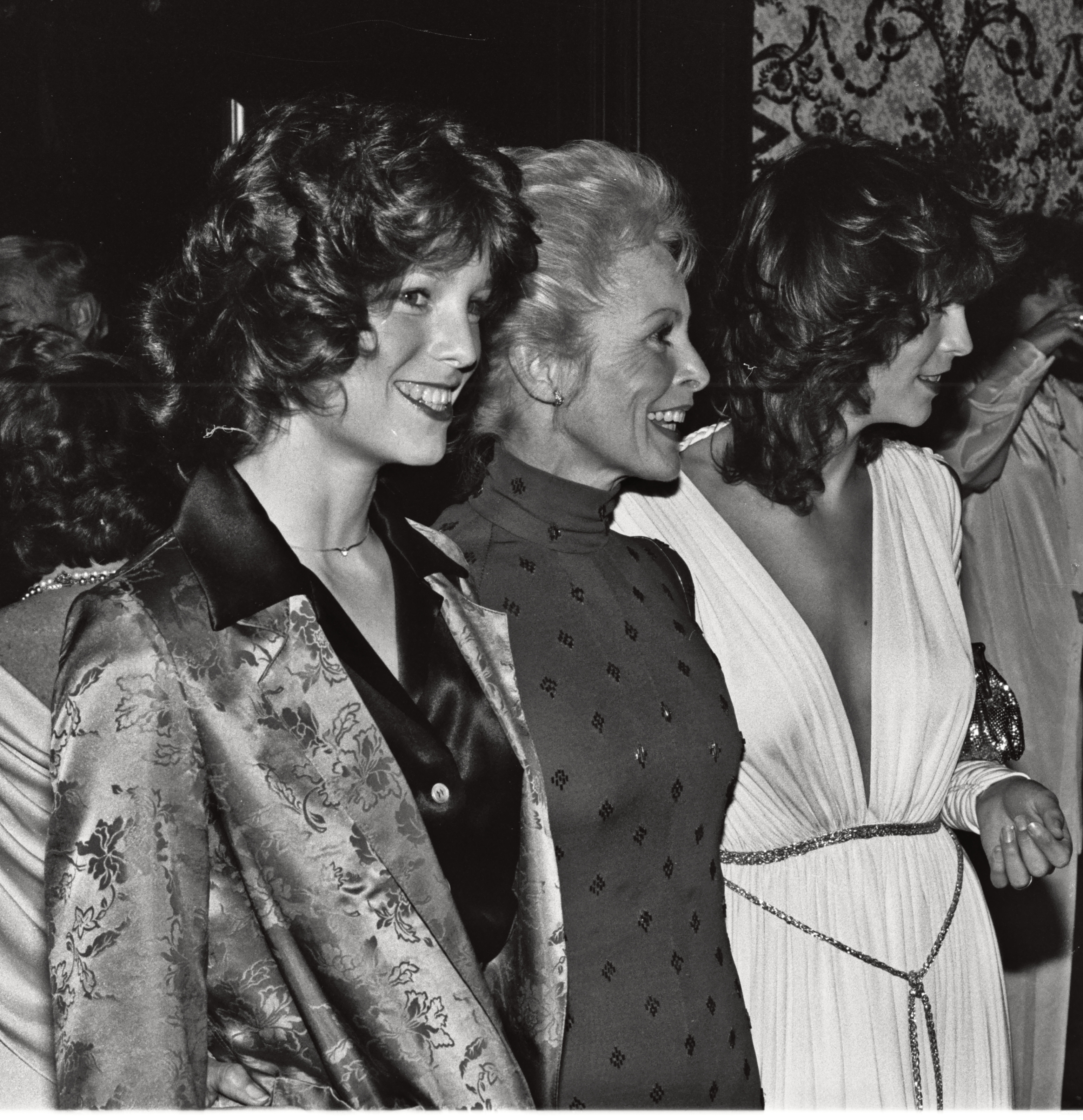
Kelly Curtis (links) mit ihrer Mutter Janet Leigh (Mitte) und ihrer Schwester Jamie Lee Curtis, 1979

Kelly Lee Curtis (* 17. Juni 1956 in Santa Monica, Kalifornien) ist eine US-amerikanische Filmschauspielerin.

## Leben und Karriere
Kelly Lee Curtis ist die Tochter von Tony Curtis und Janet Leigh sowie die ältere Schwester von Jamie Lee Curtis. Sie hat zwei jüngere Halbschwestern, Alexandra Curtis und Allegra Curtis, aus der zweiten Ehe von Tony Curtis mit Christine Kaufmann, und zudem zwei jüngere Halbbrüder aus der dritten Ehe ihres Vaters mit dem Fotomodell Leslie Allen.
1983 stand sie als „Cynthia Holtson“ in einer Folge der Fernsehserie Fäuste, Gangs und heiße Öfen neben Patrick Swayze vor der Kamera. Im selben Jahr spielte sie neben ihrer Schwester Jamie Lee sowie Eddie Murphy und Dan Aykroyd in der Filmkomödie Die Glücksritter mit. Es folgten weitere Gastauftritte in Fernsehserien und Nebenrollen hauptsächlich in Fernsehfilmen. 1993 war sie in der Episode Captive Pursuit von Star Trek: Deep Space Nine als „Miss Sarda“ zu sehen, 1996 spielte sie in fünf Episoden von Der Sentinel – Im Auge des Jägers die Rolle der „Lt. Carolyn Plummer“.
Seit der Filmkomödie Freaky Friday – Ein voll verrückter Freitag (2003) arbeitet sie als persönliche Assistentin ihrer Schwester.

## Filmografie (Auswahl)

### Filme
- 1983: Die Glücksritter (Trading Places)
- 1987: Magic Sticks (Magic Stics)
- 1989: Kojak: Ariana (Fernsehfilm)
- 1990: Je reicher, desto ärmer (Thanksgiving Day, Fernsehfilm)
- 1991: The Sect
- 1991: Teuflisches Komplott (False Arrest, Fernsehfilm)
- 1994: Notfall in den Rocky Mountains (Search and Rescue, Fernsehfilm)
- 1998: June (Kurzfilm)

### Fernsehserien
- 1983: Fäuste, Gangs und heiße Öfen (The Renegades, eine Folge)
- 1986/1988: Der Equalizer (The Equalizer, zwei Folgen)
- 1991: Hunter (Hunter, eine Folge)
- 1993: Star Trek: Deep Space Nine (Star Trek: Deep Space Nine, eine Folge)
- 1996: Der Sentinel – Im Auge des Jägers (The Sentinel, sechs Folgen)
- 1999: LateLine (LateLine, eine Folge)
- 1999: Für alle Fälle Amy (Judging Amy, eine Folge)